# Ablemma circumspectans
Ablemma circumspectans är en spindelart som beskrevs av Christa L. Deeleman-Reinhold 1980. Ablemma circumspectans ingår i släktet Ablemma och familjen Tetrablemmidae. Inga underarter finns listade i Catalogue of Life.